# Courtaraneus orientalis
Courtaraneus orientalis – gatunek pająka z rodziny krzyżakowatych, jedyny z monotypowego rodzaju Courtaraneus.

## Taksonomia
Gatunek ten opisany został po raz pierwszy w 1887 roku przez Arthura Urquharta pod nazwą Epeira orientalis. Lokalizacją typową jest Te Karaka w regionie Auckland na nowozelandzkiej Wyspie Północnej. Do nowego, monotypowego rodzaju Courtaraneus przenieśli go w 2022 roku Volker Framenau, Cor Vink, Bryce McQuillan i Angela Simpson. Nazwę rodzajową nadano na cześć arachnologa, Davida Courta.

## Morfologia
Pająk o ciele długości od 10 do 15 mm, w przypadku samców nieco mniejszym niż u samic. Karapaks jest tak długi jak szeroki, w zarysie gruszkowaty, brązowy, gęsto porośnięty białymi szczecinkami. Spośród czterech par oczu największa jest przednio-środkowa i jest ona rozstawiona szerzej niż para tylno-środkowa. Oczy par przednio- i tylno-bocznej stykają się ze sobą i leżą daleko od par środkowych. Jamka karapaksu jest okrągława u samicy, zaś podłużna u samca. Szczękoczułki mają dwa zęby na krawędzi przedniej i trzy na tylnej. Warga dolna jest szersza niż dłuższa. Sternum jest dłuższe niż szersze, brązowe, błyszczące, porośnięte nielicznymi szczecinkami. Kolejność par odnóży od najdłuższej do najkrótszej to I, II, IV, III u samca i I, IV, II, III u samicy. Pierwsza para odnóży samca pozbawiona jest haczyka na biodrach. Uda samców mają od dwóch do trzech kolców nasadowo-brzusznych. Barwa odnóży cechuje się ciemnym i jasnym obrączkowaniem. Opistosoma (odwłok) jest brązowo-biała, nieco dłuższa niż szeroka, zaopatrzona w wyraźne guzy barkowe, ku tyłowi słabo wystająca poza tylne kądziołki przędne.
Nogogłaszczki samca mają pozbawione guzka uda, zaopatrzone w dwie długie szczecinki makroskopowe rzepki, silne, wydłużone i na końcu zaokrąglone paracymbium, wklęśniętą i zaopatrzoną w ząbek krawędź szczytową brzusznej apofizy mezalnej goleni, spłaszczoną grzbietową apofizę mezalną goleni, poprzeczną i wyposażoną w trójkątny wyrostek apofyzę medialną, silny i nieco klinowaty radix, spiczasty embolus i silną, nieco U-kształtną apofizę terminalną. Genitalia samicy cechują się wyniesioną w formie nabrzmiałości i silnie zesklerotyzowaną płytką płciową o silnym trzonku ze skierowanym ku tyłowi języczkiem, umieszczonymi przy tylno-bocznie otworami płciowymi i kulistymi do nerkowatych spermatekami.

## Ekologia i występowanie
Gatunek endemiczny dla nowozelandzkiej Wyspy Północnej. Zamieszkuje zadrzewienia, skraje lasów i formacje krzewiaste. Na wysokości od 1,7 do 3 metrów nad gruntem konstruuje rozległe, koliste sieci łowne o średnicy około pół metra lub większej i nieregularnym pępku, rozpięte między oddalonymi o co najmniej 2 metry drzewami lub krzewami. Wybiera do tego m.in. rośliny z rodzajów Kunzea i Leptospermum. Zaniepokojony osobnik ucieka na najbliższą gałąź, nie ratując się opuszczaniem na ziemię.